# Dinastía Han
La dinastía Han (en chino tradicional, 漢朝; en chino simplificado, 汉朝; pinyin, Hàn Cháo; chino antiguo: *n̥ˤar-s traw) fue la segunda dinastía imperial china. Duró desde el año 206 a. C. hasta el 220 d. C. El periodo Han es considerado como una edad dorada en la historia china, y dejó un legado cultural que aún prevalece. La dinastía dio nombre al grupo étnico mayoritario de China, la etnia han.
A lo largo de más de cuatro siglos, la dinastía Han se considera la edad de oro de la historia china, y tuvo un impacto permanente en la identidad china de épocas posteriores.El grupo étnico mayoritario de la China moderna se denomina a sí mismo «pueblo Han» o «chinos Han». El chino hablado y el chino escrito se denominan respectivamente «lengua Han» y «caracteres Han».
Durante la dinastía, China se convirtió oficialmente en un Estado confuciano y prosperó en el ámbito interno: la agricultura, la artesanía y el comercio florecieron, la población superó los 50 millones, y se perfeccionó la burocracia estatal. Mientras tanto, el imperio extendió su influencia cultural y política sobre los actuales Vietnam, Mongolia y Corea. La expansión hacia el oeste llegó hasta la depresión de Tarim, en la actual Sinkiang. Sin embargo, el control por parte de los Han de las regiones periféricas era generalmente escaso. Para asegurar la paz con los poderes locales, la Corte Han desarrolló un "sistema tributario" mutuamente beneficioso. A los estados no-chinos se les permitía autonomía a cambio de la aceptación simbólica de la dominación Han. Los lazos tributarios se confirmaron y reforzaron a través de enlaces matrimoniales de princesas chinas con soberanos de esos estados semiindependientes y los intercambios periódicos de regalos y bienes. La expansión hacia el oeste y la consolidación del comercio dio como resultado la creación de la ruta de la seda. Sin embargo, finalmente el poderío de los Han se derrumbaría bajo una combinación de presiones internas y externas, desapareciendo en el año 220.
La dinastía suele dividirse en dos periodos: la dinastía Han Occidental (西漢朝, xī hàn cháo) o Han Anterior (前漢朝, qián hàn cháo), que duró hasta el año 9 y tuvo su capital en Chang'an (actual Xi'an, Shaanxi), y la Han Oriental (東漢朝, dōng hàn cháo) o Han Posterior (後漢朝, hòu hàn cháo), que duró desde el año 25 hasta el 220 y tuvo su capital en Luoyang. La convención de denominarlas occidental y oriental se usa hoy en día para evitar confusión entre las dinastías Han de las del Período de las Cinco Dinastías y los Diez Reinos, aunque la nomenclatura de anterior/posterior se usaba ya en los textos históricos, incluyendo en Zizhi Tongjian del historiador Sima Guang (1019-1086).
Los logros intelectuales, artísticos y literarios florecieron durante la dinastía Han. El periodo Han produjo el historiador más famoso de China, Sima Qian (c. 145-87 a. C.), cuyas Memorias históricas (Shiji) proveen una crónica detallada desde los tiempos de la legendaria dinastía Xia hasta aquellos del famoso emperador Wu (r. 141 a. C.|141]]-87 a. C.). Los avances tecnológicos también marcaron este periodo. Uno de los grandes inventos chinos, el papel, data de la época Han. Sería correcto afirmar que los imperios contemporáneos de los Han y los romanos eran los mayores que existían en ese momento en el mundo conocido. Ambos eran conscientes de la existencia del otro, y existía un vínculo comercial a través de los otros imperios que existían en Asia Central y que actuaban como intermediarios, como Partia. Era un intercambio bastante desigual; China exportaba especias, telas, y, principalmente, seda. El Imperio romano (llamado en China Da Qin) únicamente podía ofrecer oro y plata a cambio, puesto que no poseían otras manufacturas de interés para los chinos. Uno de los pocos contactos directos registrados entre ambos imperios aparece en el Libro de Han Posterior (Hou Hanshu), donde se cuenta que supuestamente una embajada romana representando al emperador Antonino Pío (r. 138-161) alcanzó la capital Luoyang y fue recibida por el emperador Huan (r. 147-168).
A lo largo de más de cuatro siglos, la dinastía Han se considera la edad de oro de la historia china, y tuvo un impacto permanente en la identidad china de épocas posteriores.El grupo étnico mayoritario de la China moderna se denomina a sí mismo «pueblo Han» o «chinos Han». El chino hablado y el chino escrito se denominan respectivamente «lengua Han» y «caracteres Han".
La dinastía Han tuvo muchos conflictos con los Xiongnu, una confederación nómada centrada en la estepa euroasiática.Los xiongnu derrotaron a los Han en el año 200 a. C., lo que llevó a los Han a apaciguar a los xiongnu con una política de alianzas matrimoniales y pagos de tributos, aunque los xiongnu siguieron asaltando las fronteras septentrionales de los Han. La política Han cambió en 133 a. C., bajo el emperador Wu, cuando las fuerzas Han iniciaron una serie de campañas militares para sofocar a los xiongnu. Los xiongnu fueron finalmente derrotados y obligados a aceptar el estatus de vasallos de Han, y la confederación xiongnu se fragmentó. Los Han conquistaron a los xiongnu el corredor del Hexi y el territorio del Asia interior de la cuenca del Tarim, ayudando a establecer la Ruta de la Seda. Las tierras al norte de las fronteras de los Han fueron invadidas más tarde por la confederación nómada Xianbei. El emperador Wu también lanzó conquistas exitosas en el sur, anexionando Nanyue en el 111 a. C. y Dian en el 109 a. C. Además, expandió el territorio Han hacia el norte de la península de Corea, donde las fuerzas Han conquistaron Gojoseon y establecieron las comandancias de Xuantu y Lelang en el año 108 a. C.

## Etimología
Según los Registros del Gran Historiador, tras el colapso de la dinastía Qin, el hegemón Xiang Yu nombró a Liu Bang príncipe del pequeño feudo de Hanzhong, llamado así por su ubicación en el río Han (en la actual Shaanxi suroccidental). Tras la victoria de Liu Bang en la disputa Chu-Han, la dinastía Han resultante recibió el nombre del feudo de Hanzhong.

## Historia

### Fundación
En los meses tras la muerte del emperador Qin Shi Huang (r. 221-210 a. C.) surgieron revueltas por todos los rincones de China en las que estaban involucrados campesinos, prisioneros, soldados y descendientes de los nobles de los Reinos Combatientes. Las continuas insurgencias finalmente acabaron con la dinastía Qin en el 206 a. C. El líder de los insurgentes era Xiang Yu, un destacado comandante militar que, sin embargo, carecía de experiencia política. Ese mismo año, Xiang Yu apuntó a Liu Bang como rey de Hanzhong, ubicado cerca al Río Han. Su título fue abreviado como "Rey de Han" (漢王), dando nombre a la dinastía.Liu Bang derrotó a Xiang Yu en la decisiva batalla de Gaixian, dando fin a la Contienda Chu-Han. Xiang Yu terminó por suicidarse y, el 28 de febrero del 202 a. C., Liu Bang este se coronó como nuevo emperador de China. Esto marca el comienzo oficial de la dinastía Han, aunque convencionalmente se fecha su inicio en el 206 a. C., con la muerte de Ziying y ascenso de Liu Bang como rey.

### Dinastía Han Occidental

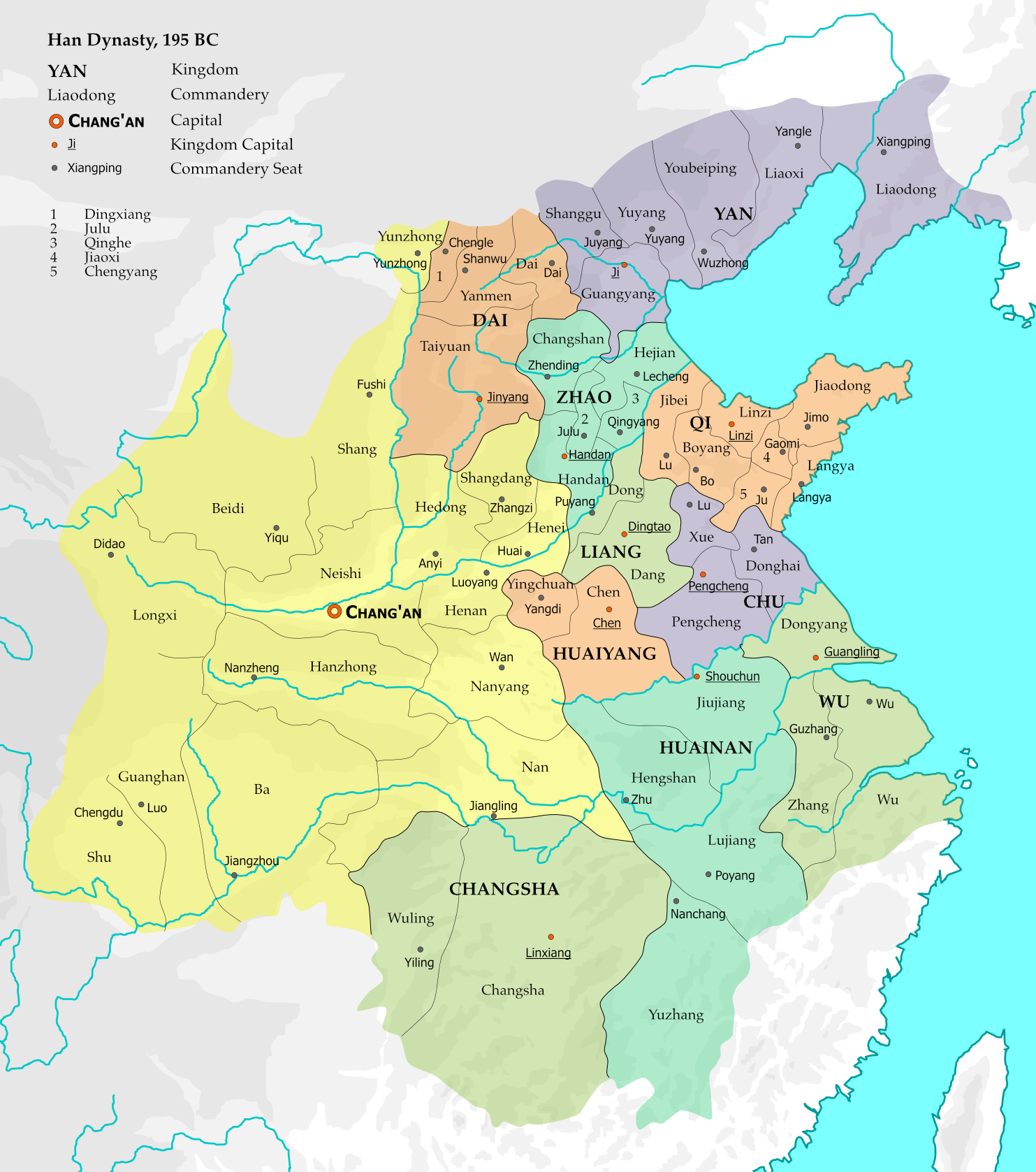
Reinos componentes del imperio Han a la muerte de Liu Bang en el año 195 a. C.

El nuevo imperio retuvo la mayor parte de la estructura administrativa de los Qin, pero se distanció un poco de la estructura centralizada de este último. En cambio, estableció principados con vasallos en algunas áreas por cuestiones de interés político. Tras establecer la dinastía Han, Liu Bang, conocido póstumamente como Gaozu (r. 202-195 a. C.), dividió el imperio en 13 comandancias más una división adicional bajo control central directo, que incluía la ciudad capital Chang'an y el área metropolitana. Para asegurar la lealtad de los 10 reinos componentes del imperio Han, reemplazó a sus reyes por miembros de la familia imperial, los Liú (劉). Cada rey tenía una administración propia reminiscente del gobierno central, aunque se veían igualmente obligados a rendir un homenaje anual al emperador.
Gaozu fue sucedido por su hijo Hui (r. 195-188 a. C.), aunque el verdadero poder recayó sobre su madre Lü Zhi, la primera emperatriz de China. Se completaron las construcciones de la capital y, más importante, se revitalizó la literatura y filosofía perdida durante la infame "Quema de libros y sepultura de intelectuales" cometida durante la dinastía Qin. Tras la muerte de Hui, la emperatriz se convirtió en la gobernante de facto del imperio, convirtiéndose en la primera gobernante femenina de China. Sin embargo, y como otras emperatrices después, nunca tomó el título imperial para sí misma. La actitud tiránica de Lü Zhi llevó a la primera crisis interna de la Corte Han, la cual purgó a toda la familia de la emperatriz apenas esta falleció.
Los siguientes emperadores procuraron gobernar China combinando métodos legalistas con las ideas filosóficas taoístas. Durante esta era "pseudo-taoísta", un gobierno estable y centralizado surgió mediante la revitalización de los sectores agrícolas y la limitación de los poderes de los gobernadores regionales después de anular la Rebelión de los siete Estados, tras lo cual se pudo llevar a cabo un proceso de centralización que fortaleció al Estado y a la administración del imperio. De este periodo también destacan los conflictos y relaciones comerciales con los Xiongnu, una confederación de tribus nómadas mongolas. Gaozu los derrotó en la Batalla de Baideng, pero posteriores emperadores lograron mantener la paz mediante el Heqin (matrimonios arreglados entre princesas chinas y líderes xiongnu). Sin embargo, conflictos con los nómadas continuaron hasta el 57 a. C., cuando su líder aceptó formalmente su vasallaje, aunque en realidad ambas partes salieron beneficiadas.

#### Máximo apogeo

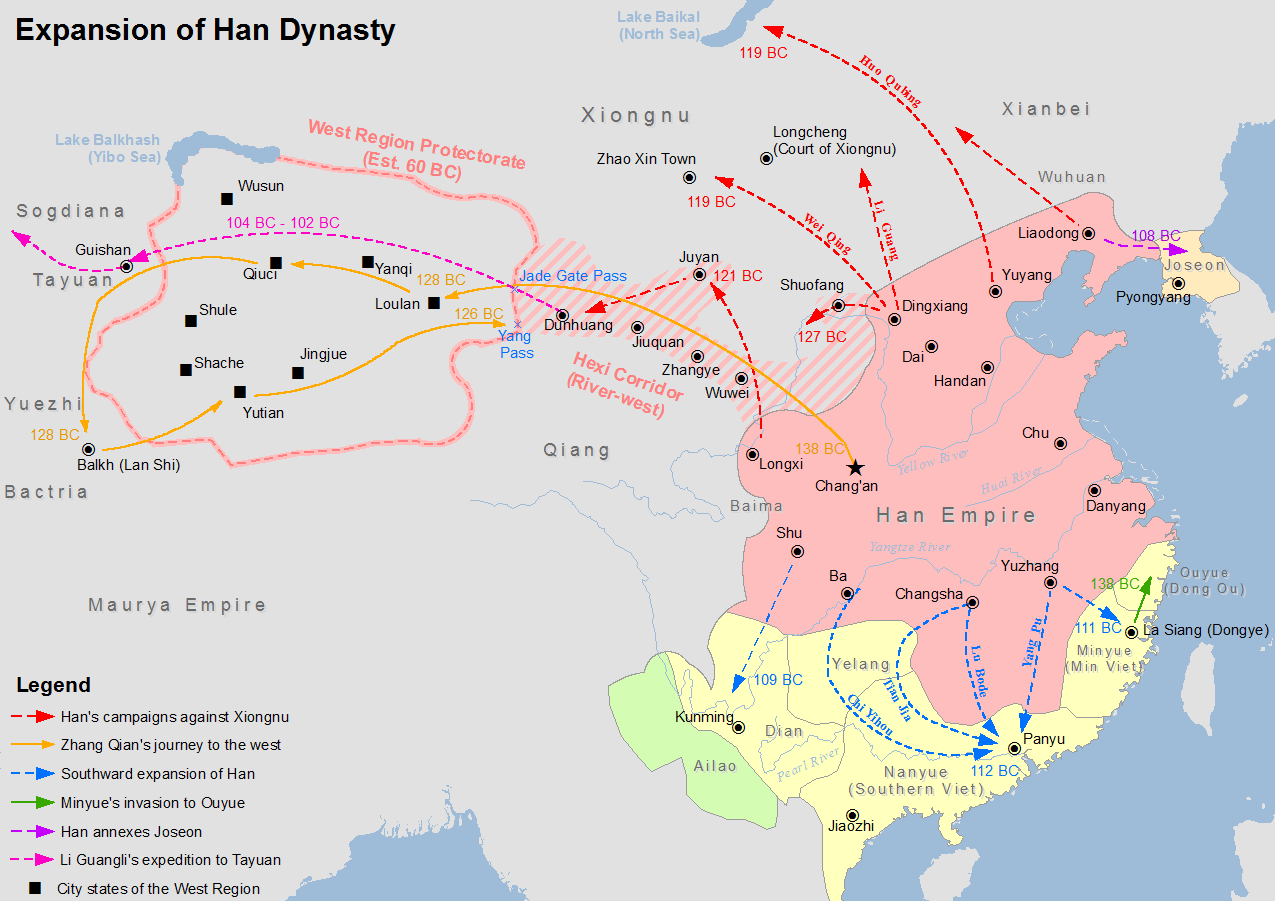
Mapa mostrando la expansión Han durante el reinado del Emperador Wu (141-87 a. C.)

Durante esta etapa inicial, el objetivo de la dinastía era librar a la sociedad de leyes, guerras y condiciones duras creadas durante la dinastía Qin y de los primeros conflictos internos de la corte Han. El gobierno redujo la recaudación de impuestos y adoptó una actitud de servidumbre para con las tribus nómadas vecinas. Esta política de poca intervención iniciada en el 180 a. C. dio lugar a un periodo de estabilidad, que se denominó el "Orden de Wei-Jing" (文景之治; Wén Jǐng Zhī Zhì) llamado así por los nombres de los dos emperadores de esta peculiar era. Sin embargo, dicho periodo de prosperidad no terminó con Jing, sino que terminó de consolidarse durante el prolongado reinado del Emperador Wu (r. 141-57 a. C.).
 

Bajo la administración Wu, el Imperio terminó de centralizarse, la economía prosperó y China incorporó los actuales Qinghai y Gansu dentro de sus límites territoriales, además de expandir sus fronteras hasta los actuales Vietnam y Corea. Wu declaró oficialmente el inicio de un Estado confuciano. Sin embargo, al igual que los emperadores que le precedieron, combinó métodos legalistas con el ideal confuciano. La adopción oficial del confucianismo conllevó no solamente un sistema de selección para los servicios civiles, sino también el que los candidatos a la burocracia imperial hubieran de conocer obligatoriamente los clásicos confucianos, un requisito que duraría hasta el establecimiento de la República de China en 1912. Así, los estudiosos confucianos obtuvieron un estatus prominente dentro de la administración civil. En el 138 a. C., Wu envió a Zhang Qian a las regiones occidentales; este se volvería el pionero de la ruta luego conocida como la Ruta de la seda, que iba desde Chang'an, pasando por Sinkiang y Asia Central hasta la costa este del Mar Mediterráneo. Continuando la labor de embajador y los informes de Zhang Qian, las relaciones comerciales entre China y Asia Central y Occidental florecieron. Por último, su gobierno vio la más grande expansión territorial del territorio chino hasta ese momento. Con su victoria en la Batalla de Mobei del 119 a. C., los Han iniciaron la colonización del Desierto de Gobi, que serviría como una importante barrera contra los Xiongnu. En el sur, conquistaron a los Baiyue, los cuales fueron posteriormente asimilados culturalmente. En el 111 a. C., Wu conquistó el reino vietnamita de Nanyue, dando inicio a un periodo de 1000 años de dominación china sobre el norte y centro de Vietnam (que duraría hasta la Batalla de Bạch Đằng en 938). Por último, en el 108 a. C., conquistó el reino coreano de Gojoseon, donde se establecieron cuatro comandancias Han que perdurarían hasta la caída de la dinastía.

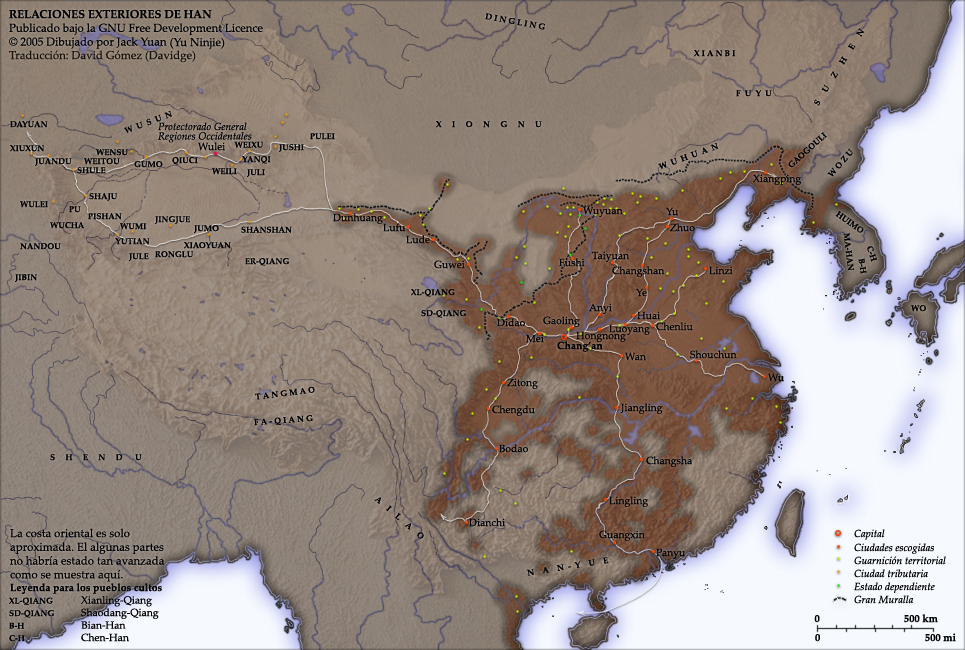
El imperio Han y sus relaciones exteriores en el año 2.

Los dos sucesores inmediatos de Wu continuaron gobernando sobre un imperio estable y próspero, en un periodo conocido como el "Renacimiento Zhao-Xuan" (昭宣中兴, Zhao-Xuan Zhongxing). La burocracia administrativa continuó su evolución y la economía social disfrutó un gran desarrollo. Sin embargo, esta "Edad Dorada" (盛世, Shengshi) terminó con la muerte del emperador Xuan en el 48 a. C., dando fin a 130 años de prosperidad en China. El gobierno del emperador Yuan estuvo marcado por la fragmentación de la corte imperial y el inicio de una progresiva decadencia estatal. Para fines del siglo I a. C., la corte había caído bajo control de la familia de la emperatriz Wang Zhengjun (71 a. C.-13 d. C.) y las crisis de sucesión llevaron a la entronización de varios emperadores niños. Tras la abrupta muerte del emperador Ai en el año 1 a. C., Wang Mang, sobrino de la emperatriz, fue nombrado regente, dando inicio a su ascenso al poder. Tras regir sobre los infantes Ping y Ruzi Ying, Wang Mang apeló al Mandato del Cielo y, el 10 de enero del año 9, proclamó el inicio de su propia dinastía: la Xin (新, "nueva").

### Interregno deWang Mang
Después de doscientos años, la dinastía Han se vio interrumpida durante la breve dinastía de Wang Mang. Este inició una serie de importantes reformas que finalmente no tuvieron éxito. Estas reformas incluyeron la proscripción de la esclavitud, la nacionalización de la tierra para distribuirla equitativamente entre los hogares y la introducción de nuevas monedas, un cambio que rebajó el valor de estas. Tales reformas tuvieron grandes opositores, pero no fue hasta la llegada de desastres naturales que el régimen de Wang terminó de desmoronarse. Las inundaciones del Río Amarillo desalojaron a miles de campesinos, muchos de los cuales se unieron a un grupo rebelde conocido como los Cejas Rojas. Desde el año 18, numerosas rebeliones plagaron al imperio. El 6 de octubre del año 23, los rebeldes entraron en el palacio imperial y asesinaron a Wang Mang. La rebelión fue liderada por Liu Xuan, un príncipe Han, que se proclamó nuevo emperador. Sin embargo, desacuerdos con los Cejas Rojas llevaron a su posterior asesinato. Este periodo de convulsión llegó a su fin en el año 25, cuando Liu Xiu, póstumamente conocido como el Emperador Guangwu, se proclamó emperador.

### Dinastía Han Oriental

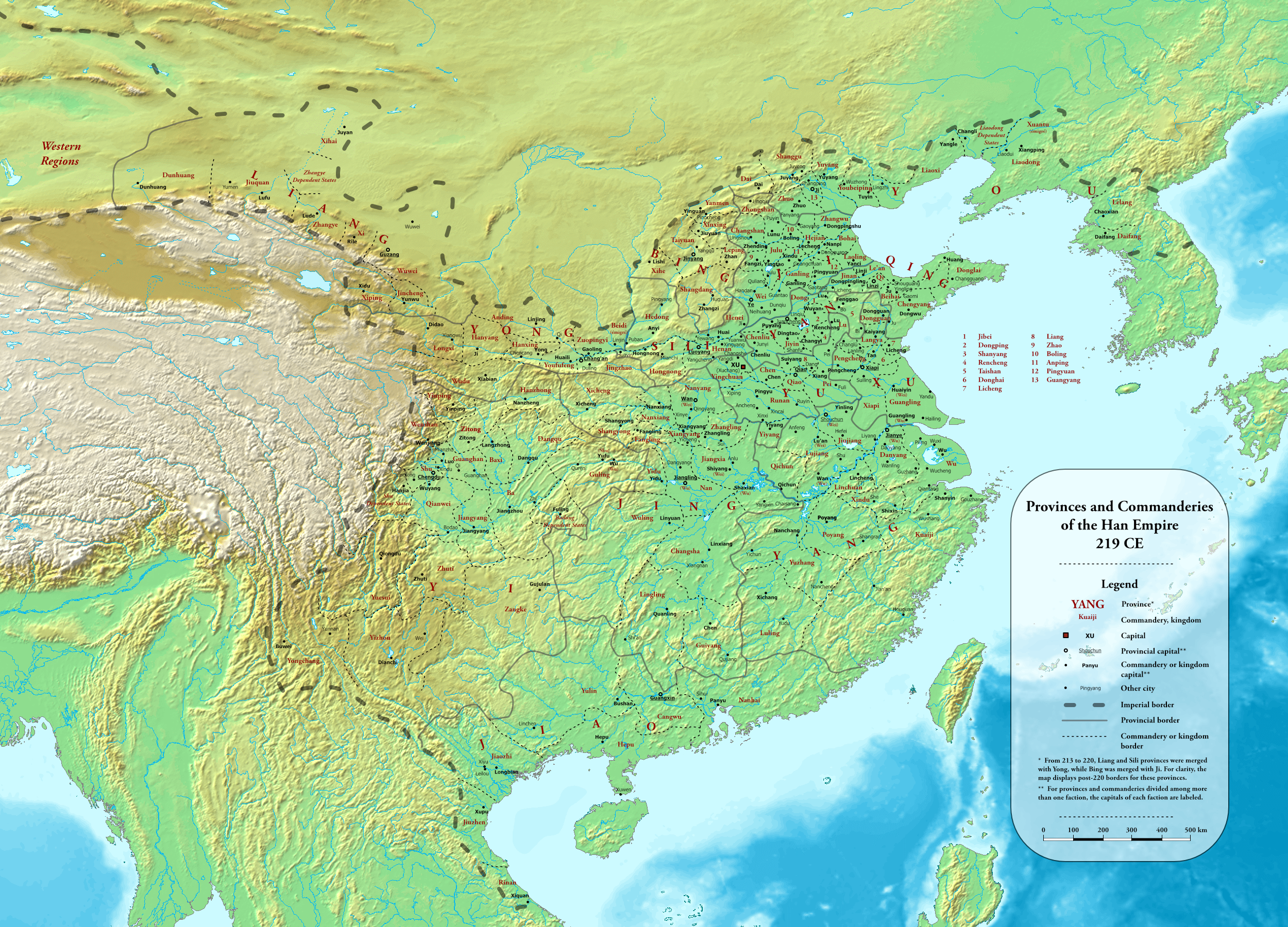
Divisiones administrativas de China en el año 219.

Si bien la proclamación de Guangwu como emperador —el 5 de agosto del año 25— marca el inicio del periodo Han Oriental, en dicho momento este no era más que uno de tantos pretendientes al trono, teniendo únicamente control sobre el norte de la Gran Llanura. El 27 de noviembre, habiendo ya expandido sus dominios hacia China central, nombró a Luoyang como su nueva capital. En los siguientes años reconquistó el sur y noroeste de China, derrotando al último remanente rebelde el 25 de diciembre del año 36, terminando así con décadas de guerra civil.
Otro aspecto importante del gobierno de Guangwu fue la defensa de las fronteras, las cuales, debido a las guerras civiles, eran susceptibles de ataques tanto dentro como fuera del imperio. En Corea, los pueblos del sur aprovecharon la debilidad del gobierno Han para lanzar campañas en el norte, aunque fueron pronto derrotados por las fuerzas del nuevo emperador Guangwu. Pero la rebelión más grave ocurrió en el año 40, en Vietnam. La Rebelión de las hermanas Trưng se prolongó por tres años hasta que el ejército imperial logró recuperar el control total de la zona. Desde el siglo II se empezaron a reportar varias rebeliones que enfrentaron al imperio contra los pueblos sometidos, dando indicios de una seria decadencia en las relaciones entre ambos.
En el año 105, un oficial de la corte e inventor llamado Cai Lun inventó una técnica revolucionaria que dio como resultado la creación del papel. Existen ejemplares de papel hecho a base de fibras vegetales en el siglo I, aunque no fue hasta Cai Lun que el proceso se perfeccionó. Se agregaron nuevos materiales tales como cortezas de árboles y cáñamo, junto con trapos y redes de pesca. Esto reemplazó a los antiguos materiales de escritura como las tablillas de bambú usadas desde hacía siglos. La invención del papel es considerada una revolución en la comunicación y el aprendizaje, reduciendo de forma drástica el coste de la educación, además de permitir la difusión más rápida de la información y la filosofía confuciana.
Una vez restablecido el orden en toda China, el imperio volvió a vivir un periodo de prosperidad y riqueza. Se realizaron nuevas misiones hacia el extranjero, como en el caso del famoso general Ban Chao, que llegó a entablar relaciones con el Imperio kushán de la India. También se entablaron relaciones con Japón (倭, Wa) y el Imperio romano (大秦, Da Qin), lo cual contribuyó significativamente en la economía del país. Sin embargo, este periodo llegó a su fin tras morir el emperador Zheng (r. 75-88). La Corte Imperial fue entonces pasto de conspiraciones y tensiones entre las diversas familias reales y los cada vez más poderosos eunucos de palacio. A esto se sumó una severa crisis de sucesión que resultó en la coronación de 7 emperadores infantes e incapaces de gobernar de forma independiente. La crisis social y estatal se hizo evidente durante el llamado "Desastre de la Prohibición Partidista" (黨錮之禍), en el que el emperador Huan (r. 146-168) reprimió brutalmente una revuelta de estudiantes universitarios confucianos en contra de la corrupción de los eunucos de la corte. Huan fue posteriormente considerado uno de los peores emperadores de la historia china, siendo descrito por Sima Guang —junto al Ling— como un "estúpido tirano". Su dependencia de los eunucos y su alejamiento de la burocracia causaron un daño irreparable al ya decadente imperio.

#### Caída de la Dinastía Han

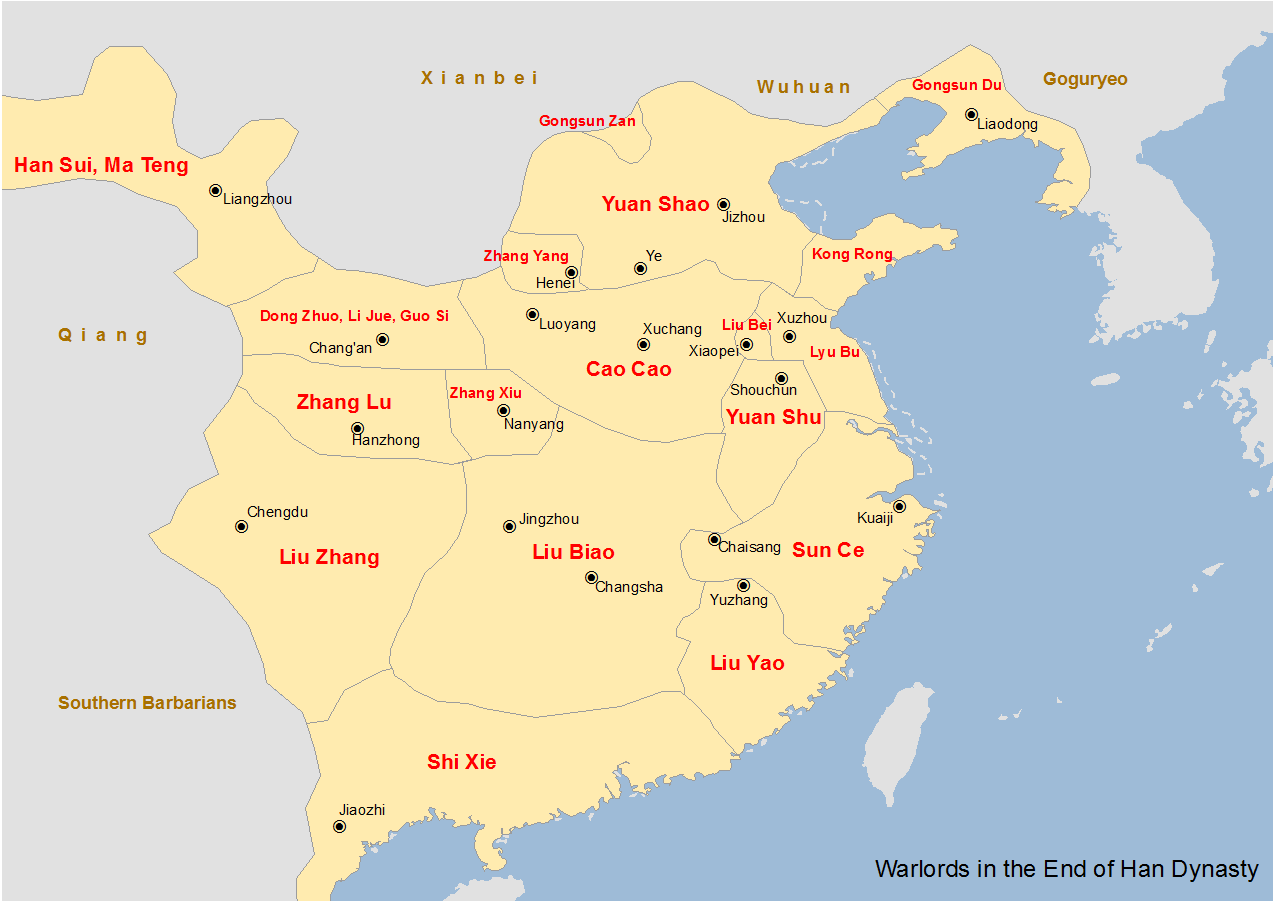
Mapa mostrando las diferentes facciones en los últimos años de la dinastía Han.

La acumulación de poder por parte de los terratenientes y la presión cada vez más grande sobre los campesinos comenzó a generar nuevas rebeliones, acentuando la crisis agraria. Las desastrosas inundaciones del Río Amarillo alrededor de la década de 170 no hizo más que empeorar esta situación. La pérdida de las cosechas creó periodos de hambruna que alimentaron las rebeliones. La más importante de todas fue la Rebelión de los Turbantes Amarillos en las planicies del norte de China, la principal zona agrícola del país. Esta rebelión fue liderada por Zhang Jiao y sus dos hermanos, que defendían las doctrinas taoístas de igualdad de derechos e igualdad en la distribución de tierras, presentes también mucho después en la secta de los Taiping. Pese a la muerte de los tres hermanos, las rebeliones continuaron, dejando un saldo de casi 7 millones de muertos.
El poder de los emperadores se hizo cada vez menos influyente en favor de los estamentos militares, quienes gobernaban en efecto el país. El último emperador Han, Xian, fue un títere colocado en el poder por Dong Zhuo, un comandante del ejército, reinando sin ejercer ningún control real. China se estaba fragmentada en diferentes facciones rivales, por lo que la figura del emperador ya no representaba ninguna autoridad real. Sin embargo, el emperador, venerado como una figura divina, era quien otorgaba la "legitimidad" al gobierno, por lo que diferentes señores de la guerra se enfrentaron por su control. En el 195, Xian fue capturado por el general Cao Cao, quien rápidamente extendió sus dominios por el norte de China. Sin embargo, su avance fue detenido en la decisiva Batalla de los Acantilados Rojos de 209, tras la cual China fue divida en tres esferas de influencia: Cao Cao en el norte, Sun Quan en el sur, y Liu Bei en el este. 
La dinastía Han terminó oficialmente el 11 de diciembre del 220, cuando el emperador Xian abdicó en favor de Cao Pi, hijo y heredero de Cao Cao. Esto marcó el inicio del Periodo de los Tres Reinos: Wei, Wu, y Shu. De esta manera concluyó el periodo Han y China dejó de estar unificada por casi medio siglo, hasta que fue nuevamente reunificada por la dinastía Jin (266-420).

## Sociedad y cultura

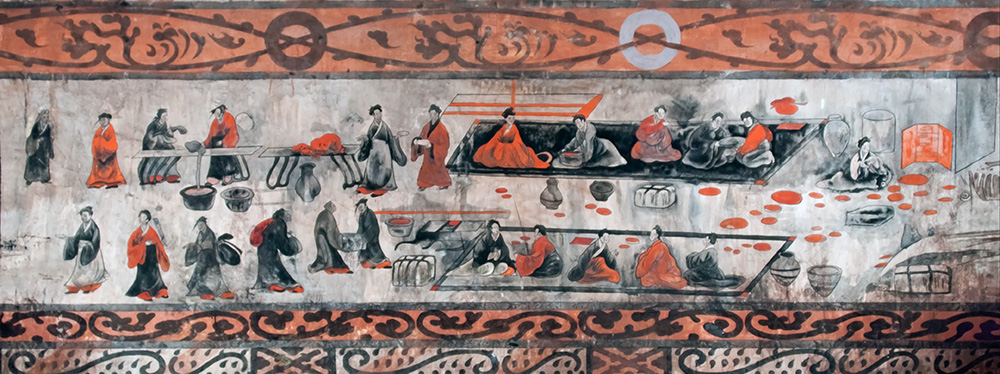
Mural de una tumba china del periodo Han Oriental que muestra una animada escena de banquete (yanyin 宴飲), danza y música (wuyue 舞 樂), acrobacias (baixi 百 戲) y lucha libre (xiangbu 相撲), en Zhengzhou, provincia de Henan.

La familia de la época Han era patrilineal y por lo general tenía de cuatro a cinco miembros de la familia nuclear viviendo en cada hogar. Varias generaciones de miembros de la familia extendida no ocupaban la misma casa, a diferencia de las familias de las dinastías posteriores. De acuerdo con las normas familiares confucianas, varios miembros de la familia eran tratados con diferentes niveles de respeto e intimidad. Por ejemplo, existían diferentes plazos aceptados para el duelo por la muerte de un padre frente a la de un tío paterno. Los matrimonios estaban muy ritualizados, especialmente para los ricos, e incluían muchos pasos importantes. La entrega de regalos en los esponsales era especialmente importante. Los matrimonios concertados eran normales, y la opinión del padre sobre el cónyuge de su hijo se consideraba más importante que la de la madre. Al igual que en las dinastías anteriores y posteriores, los chinos eran normalmente monógamos, pero los que podían permitírselo podían tener aparte de la esposa una o dos concubinas, o los más ricos cuantas pudieran mantener. En determinadas condiciones dictadas por la costumbre, no por las leyes, tanto hombres como mujeres podían divorciarse de su cónyuge y volver a casarse. Sin embargo, una mujer que hubiera quedado viuda seguía perteneciendo a la familia del marido y si quería volver a casarse, tendría que ser devuelta a su familia a cambio de rescate monetario y sus hijos no podrían ir con ella. 
Se esperaba que las mujeres obedecieran la voluntad de su padre, luego de su esposo y luego de su hijo adulto en la vejez. Sin embargo, se sabe por fuentes contemporáneas que hubo muchas desviaciones de esta regla, especialmente en lo que respecta a las madres sobre sus hijos, y las emperatrices que ordenaron y humillaron abiertamente a sus padres y hermanos. Las mujeres estaban exentas de las corveas anuales, pero a menudo se dedicaban a una variedad de ocupaciones generadoras de ingresos además de las tareas domésticas de cocinar y limpiar.

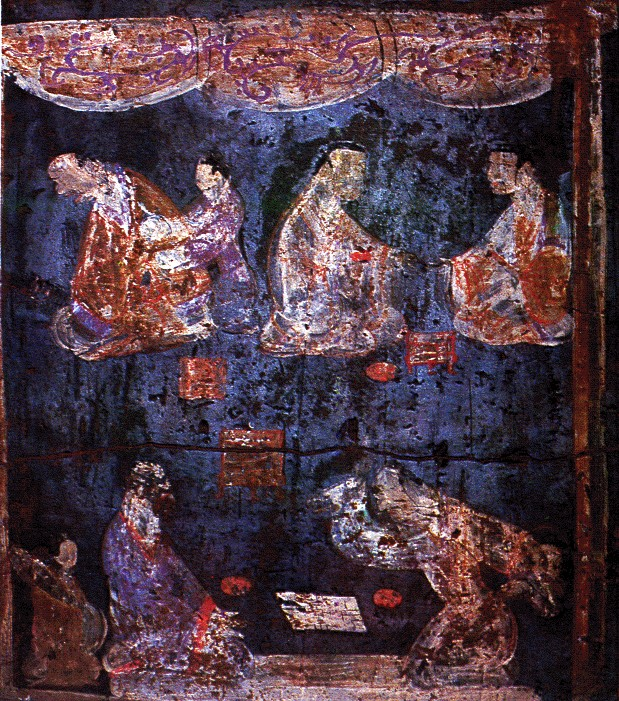
Mural de una tumba Han Oriental retratando una partida de liubo, antiguo juego de mesa chino.

Aparte de la transmisión de títulos o rangos nobles, las prácticas de herencia no implicaban primogenitura; cada hijo recibía una parte igual de la propiedad familiar. A diferencia de la práctica en las dinastías posteriores, el padre solía enviar a sus hijos adultos casados con su parte de la fortuna familiar. Las hijas recibían una parte de la fortuna familiar a través de sus dotes matrimoniales, aunque por lo general era mucho menor que la parte de los hijos. La ocupación más común de las mujeres era tejer ropa para la familia, venta en el mercado o para grandes talleres textiles que empleaban a cientos de mujeres. Otras mujeres ayudaron en las granjas de sus hermanos o se convirtieron en cantantes, bailarinas, hechiceras, médicas respetadas o comerciantes exitosas que podían permitirse sus propias ropas de seda. Algunas mujeres llegaron a formar colectivos de hilanderas, uniendo los recursos de varias familias diferentes.

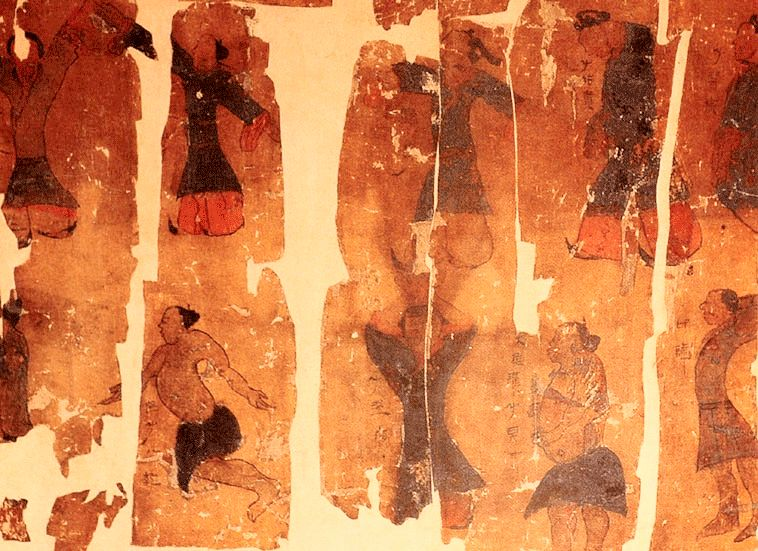
Ilustración en seda del representando la práctica del Chi kung.

Como fue el caso con la dinastía Qin, los Han habían hecho del campesinado la base de la riqueza a través de un sistema de impuestos que drenaba sobre todo de los ingresos agrícolas, y su poder militar, movilizándolo masivamente en su ejército. Los gobernantes Qin habían apoyado la constitución de un grupo de campesinos, a menudo individuos provenientes de diferentes horizontes y asentados en tierras para desarrollarse en el marco de pequeñas propiedades. La mayoría de ellos vivieron en aldeas o caseríos, que agrupaban las viviendas de unas pocas decenas de familias, compuestas a su vez por entre 4 y 6 personas. Estas comunidades tuvieron relativa autonomía, siendo administradas por el estado en el nivel superior, el del condado (xian) o el distrito (xiang). Al norte, en la cuenca irrigada por el río Amarillo y sus afluentes, los principales cultivos fueron el trigo, la cebada y el mijo. Las regiones del sur alrededor del Yangtsé tenían un clima más húmedo y producían principalmente arroz. Como resultado de las condiciones climáticas y geográficas, las regiones del norte tuvieron la agricultura más productiva durante el período Han y concentraron la gran mayoría de los agricultores. Sin embargo, esta prosperidad estuvo acompañada de una gran desigualdad que finalmente contribuyó en la decadencia del Imperio. El gobierno de Wang Mang tuvo como objetivo combatir las desigualdades cada vez más evidentes en la distribución de la tierra. Sin embargo, sus mediadas fueron poco efectivas y terminaron colapsando para fines del siglo I. Esto llevó a las comunidades campesinas desestructuradas a recurrir a nuevos medios de protección, especialmente cuando la situación política se volvió más tensa durante la segunda mitad del siglo II, lo que llevó al auge de las milicias locales en movimientos rebeldes.

### Economía

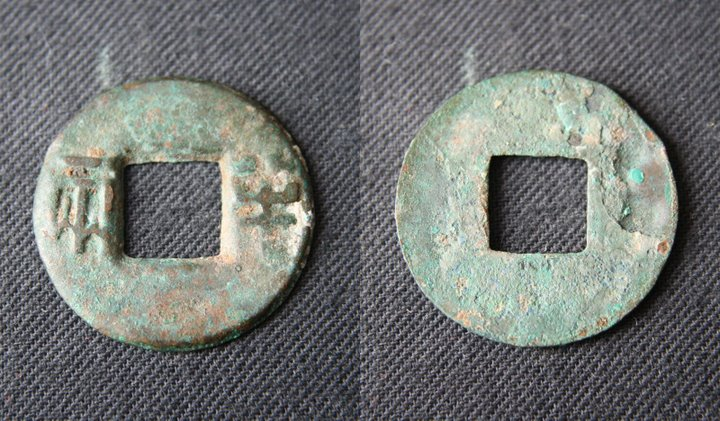
Moneda banliang producida en el reinado de Wen (179-157 a. C.)

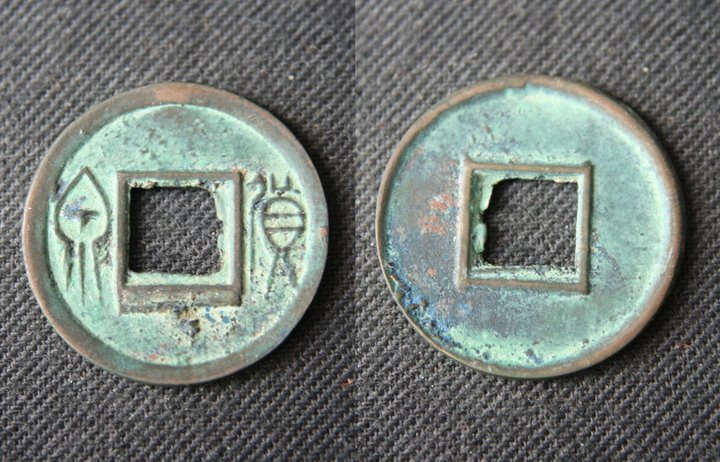
Moneda producida durante el reinado de Wang Mang (r. 9–23 d. C.)

Los pequeños terratenientes y cultivadores constituían la mayor parte de la base económica del imperio Han; estos ingresos se vieron amenazados durante la segunda mitad de los Han del este cuando muchos campesinos se endeudaron y se vieron obligados a trabajar como arrendatarios agrícolas para terratenientes ricos. El gobierno Han promulgó reformas para mantener a los pequeños terratenientes sin deudas y en sus propias granjas. Estas reformas incluyeron la reducción de impuestos, las remisiones temporales de impuestos, la concesión de préstamos y la provisión de alojamiento y trabajo temporal a los campesinos sin tierra en colonias agrícolas hasta que pudieran recuperarse de sus deudas. La circulación generalizada de monedas en efectivo permitió a los comerciantes exitosos invertir dinero en tierras, lo que dio poder a la misma clase social que el gobierno intentó suprimir mediante fuertes impuestos comerciales y sobre la propiedad. El emperador Wu incluso promulgó leyes que prohibían a los comerciantes registrados poseer tierras, pero los comerciantes poderosos pudieron evitar el registro y poseer grandes extensiones de tierra. El impuesto al trabajo tomó la forma de mano de obra reclutada durante un mes al año, la corvea que se imponía a los plebeyos varones de quince a cincuenta y seis años. Esto podría evitarse en los Han del este con un impuesto conmutable, ya que la mano de obra contratada se hizo más popular.
A inicios del periodo Han Occidental, un rico industrial de la sal o del hierro, ya fuera un rey semiautónomo o un rico comerciante, podía presumir de fondos que rivalizaban con la tesorería imperial y acumular una fuerza de trabajo campesina de más de mil. Esto mantuvo a muchos campesinos alejados de sus granjas y negó al gobierno una parte significativa de sus ingresos por impuestos sobre la tierra. Para eliminar la influencia de tales empresarios privados, el emperador Wu nacionalizó las industrias de la sal y el hierro en 117 a. C. y permitió que muchos de los antiguos industriales se convirtieran en funcionarios que administraban los monopolios estatales. En la época de los Han Oriental, los monopolios del gobierno central fueron derogados en favor de la producción por parte de las administraciones de comandancias y condados, así como de empresarios privados. El licor fue otra industria privada rentable nacionalizada por el gobierno central en el 98 a. C. Sin embargo, esto fue derogado 17 años después y se impuso una tasa de impuesto a la propiedad de dos monedas por cada 0,2 L para quienes lo comerciaran de forma privada. Aparte de la breve "Oficina de Ajuste y Estabilización de Precios" del emperador Ming (r. 57-75), las regulaciones de precios estuvieron en gran parte ausentes durante la dinastía Han Oriental.

### Arte y tecnología

Un candil de bronce hallado en la tumba de Dou Wan, esposa de Liu Sheng, príncipe de Zhongshan del

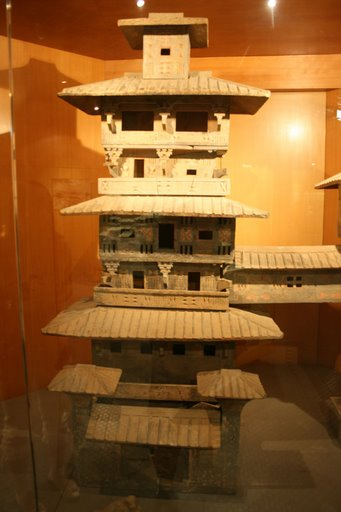
Un modelo arquitectónico urbano encontrado en una tumba del

La primera gran escultura de una tumba en China se creó en el período Han, además de aparecer nuevos y detallados modelos de arcilla representando a personas y animales. Durante los Han Oriental, el trabajo en bronce imitó el estilo del período Zhou tardío y, a menudo, tenía incrustaciones de plata y oro. Las vasijas de bronce se hacían tanto para los rituales de sacrificio como para el uso doméstico, este último incluye lámparas, espejos y ganchos para ropa con forma de humanos, animales y bestias míticas. El tejido de seda en ricos colores y patrones de diseños geométricos o temas de nubes y montañas se convirtió en una importante industria y fuente de comercio de exportación. Aunque poco quedó de la arquitectura Han, mucho se ha aprendido gracias a las ilustraciones y modelos en miniatura dejados en sus tumbas.
La poesía se desarrolló ampliamente durante el período Han. La literatura en prosa de la época incluía obras de historia, filosofía y política. A diferencia de los Qin, que intentaron suprimir la cultura y filosofía antiguas, los Han llegaron a exigir logros culturales de sus servidores públicos, por lo que el dominio de los textos clásicos se convirtió en una condición para el empleo. Se crearon las primeras bibliotecas de China —junto a la primera Universidad Imperial—, que incluían obras sobre materias prácticas como matemáticas y medicina, así como tratados de filosofía y religión y las artes. Los gobernantes también incentivaron avances en la ciencia y la tecnología; resultando en la creación de grandes invenciones tales como el telescopio y sismógrafo de Zhang Heng. Los logros gubernamentales, culturales y tecnológicos de los Han fueron tales que todas las dinastías posteriores trataron de emularlos.

## Soberanos de la dinastía Han

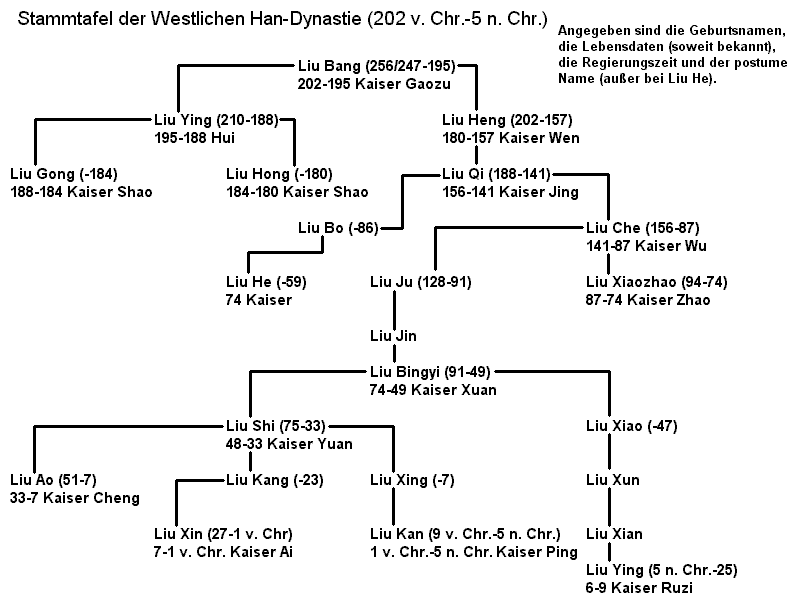
Árbol genealógico de la dinastía Han Occidental.

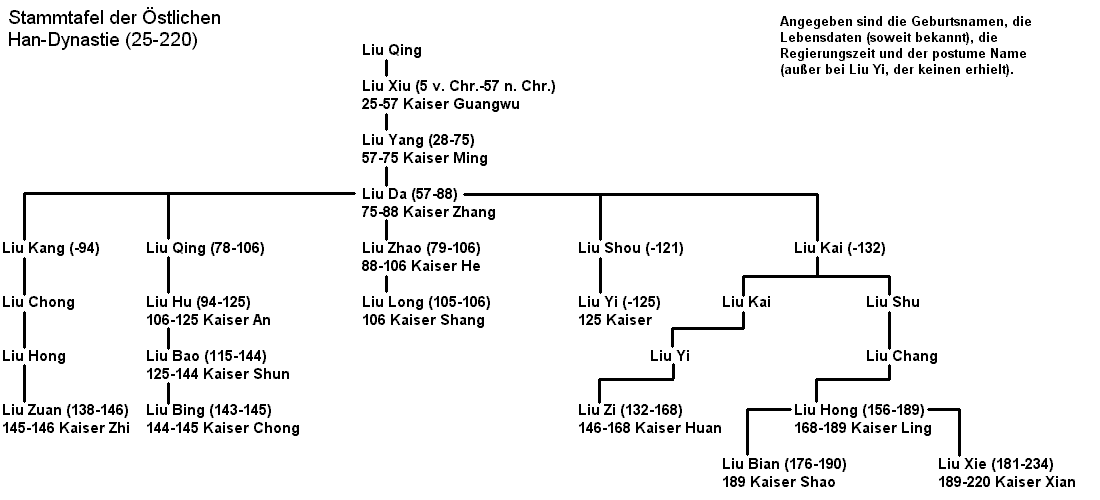
Árbol genealógico de la dinastía Han Oriental.

| Soberano                                    | Soberano                                    | Nombre personal                             | Nombre personal                             | Reinado                                     | Nombre póstumo                              | Nombre póstumo                              |
| Dinastía Han Occidental (206 a. C.–9 d. C.) | Dinastía Han Occidental (206 a. C.–9 d. C.) | Dinastía Han Occidental (206 a. C.–9 d. C.) | Dinastía Han Occidental (206 a. C.–9 d. C.) | Dinastía Han Occidental (206 a. C.–9 d. C.) | Dinastía Han Occidental (206 a. C.–9 d. C.) | Dinastía Han Occidental (206 a. C.–9 d. C.) |
| ------------------------------------------- | ------------------------------------------- | ------------------------------------------- | ------------------------------------------- | ------------------------------------------- | ------------------------------------------- | ------------------------------------------- |
| Gaozu de Han                                | 漢高祖                                      | Liu Bang                                    | 劉邦                                        | 206–195 a. C.                               | Emperador Gao                               | 高皇帝                                      |
| Emperador Hui de Han                        | 漢惠帝                                      | Liu Ying                                    | 劉盈                                        | 195–188 a. C.                               | Emperador Xiaohui                           | 孝惠皇帝                                    |
| Emperador Qianshao de Han                   | 漢前少帝                                    | Liu Gong                                    | 劉恭                                        | 188–184 a. C.                               | —                                           | —                                           |
| Emperador Houshao de Han                    | 漢後少帝                                    | Liu Hong                                    | 劉弘                                        | 184–180 a. C.                               | —                                           | —                                           |
| Emperador Wen de Han                        | 漢文帝                                      | Liu Heng                                    | 劉恆                                        | 180–157 a. C.                               | Emperador Xiaowen                           | 孝文皇帝                                    |
| Emperador Jing de Han                       | 漢景帝                                      | Liu Qi                                      | 劉啟                                        | 157–141 a. C.                               | Emperador Xiaojing                          | 孝景皇帝                                    |
| Emperador Wu de Han                         | 漢武帝                                      | Liu Che                                     | 劉徹                                        | 140–87 a. C.                                | Emperador Xiaowu                            | 孝武皇帝                                    |
| Emperador Zhao de Han                       | 漢昭帝                                      | Liu Fuling                                  | 劉弗陵                                      | 87–74 a. C.                                 | Emperador Xiaozhao                          | 孝昭皇帝                                    |
| Marqués de Haihun                           | 海昏侯                                      | Liu He                                      | 劉賀                                        | 74 a. C.                                    | —                                           | —                                           |
| Emperador Xuan de Han                       | 漢宣帝                                      | Liu Xun                                     | 劉詢                                        | 74–48 a. C.                                 | Emperor Xiaoxuan                            | 孝宣皇帝                                    |
| Emperador Yuan de Han                       | 漢元帝                                      | Liu Shi                                     | 劉奭                                        | 48–33 a. C.                                 | Emperor Xiaoyuan                            | 孝元皇帝                                    |
| Emperador Cheng de Han                      | 漢成帝                                      | Liu Ao                                      | 劉驁                                        | 33–7 a. C.                                  | Emperor Xiaocheng                           | 孝成皇帝                                    |
| Emperador Ai de Han                         | 漢哀帝                                      | Liu Xin                                     | 劉欣                                        | 7–1 a. C.                                   | Emperor Xiao'ai                             | 孝哀皇帝                                    |
| Emperador Ping de Han                       | 漢平帝                                      | Liu Kan                                     | 劉衎                                        | 1 a. C.–6 d. C.                             | Emperor Xiaoping                            | 孝平皇帝                                    |
| Ruzi Ying                                   | 孺子嬰                                      | Liu Ying                                    | 劉嬰                                        | 6–9 d. C.                                   | —                                           | —                                           |
| — Interregno (9–23 d. C.) —                 |                                             |                                             |                                             |                                             |                                             |                                             |
| Restauración Han (23–25 d. C.)              |                                             |                                             |                                             |                                             |                                             |                                             |
| Emperador Gengshi                           | 更始帝                                      | Liu Xuan                                    | 劉玄                                        | 23–25                                       | —                                           | —                                           |
| Dinastía Han Oriental (25–220)              |                                             |                                             |                                             |                                             |                                             |                                             |
| Emperador Guangwu de Han                    | 孺光武帝                                    | Liu Xiu                                     | 劉秀                                        | 25–57                                       | Emperador Guangwu                           | 光武皇帝                                    |
| Emperador Ming de Han                       | 孺明帝                                      | Liu Zhuang                                  | 劉莊                                        | 57–75                                       | Emperador Xiaoming                          | 孝明皇帝                                    |
| Emperador Zhang de Han                      | 孺章帝                                      | Liu Da                                      | 劉炟                                        | 75–88                                       | Emperador Xiaozhang                         | 孝章皇帝                                    |
| Emperador He de Han                         | 孺和帝                                      | Liu Zhao                                    | 劉肇                                        | 88–106                                      | Emperador Xiaohe                            | 孝和皇帝                                    |
| Emperador Shang de Han                      | 孺殤帝                                      | Liu Long                                    | 劉隆                                        | 106                                         | Emperador Xiaoshang                         | 孝殤皇帝                                    |
| Emperador An de Han                         | 孺安帝                                      | Liu Hu                                      | 劉祜                                        | 106–125                                     | Emperador Xiao'an                           | 孝安皇帝                                    |
| Liu Yi                                      | 劉懿                                        | Liu Yi                                      | 劉懿                                        | 125                                         | —                                           | —                                           |
| Emperador Shun de Han                       | 孺順帝                                      | Liu Bao                                     | 劉保                                        | 125–144                                     | Emperador Xiaoshun                          | 孝順皇帝                                    |
| Emperador Chong de Han                      | 孺沖帝                                      | Liu Bing                                    | 劉炳                                        | 144–145                                     | Emperador Xiaochong                         | 孝沖皇帝                                    |
| Emperador Zhi de Han                        | 孺質帝                                      | Liu Zuan                                    | 劉纘                                        | 145–146                                     | Emperador Xiaozhi                           | 孝質皇帝                                    |
| Emperador Huan de Han                       | 孺桓帝                                      | Liu Zhi                                     | 劉志                                        | 146–168                                     | Emperador Xiaohuan                          | 孝桓皇帝                                    |
| Emperador Ling de Han                       | 孺靈帝                                      | Liu Hong                                    | 劉宏                                        | 168–189                                     | Emperador Xiaoling                          | 孝靈皇帝                                    |
| Liu Bian                                    | 劉辯                                        | Liu Bian                                    | 劉辯                                        | 189                                         | Rey Huai                                    | 懷王                                        |
| Emperador Xian de Han                       | 孺獻帝                                      | Liu Xie                                     | 劉協                                        | 189–220                                     | Emperador Xiaoxian                          | 孝獻皇帝                                    |